# Saeima

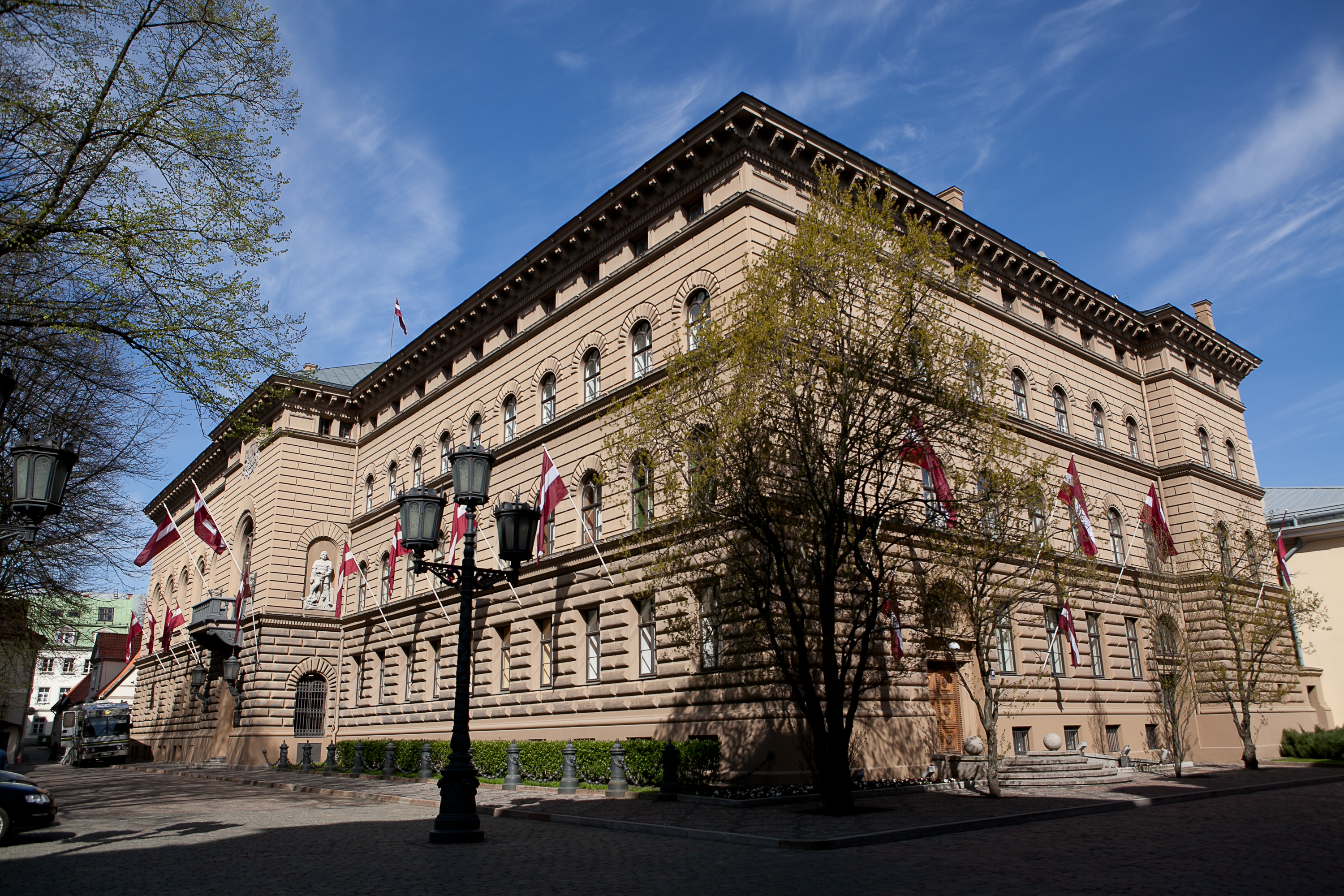
Budova lotyšského parlamentu

Saeima je lotyšský jednokomorový parlament. Je tvořen 100 poslanci volenými na dobu čtyř let poměrným volebním systémem s 5% uzavírací klauzulí.